# Гергард Лос
Гергард Герман Лос (нім. Gerhard Hermann Loos; 21 серпня 1916, Брюкс — 6 березня 1944, Ольденбург) — німецький льотчик-ас винищувальної авіації, оберлейтенант люфтваффе. Кавалер Лицарського хреста Залізного хреста.

## Біографія
Після закінчення авіаційного училища зарахований в 3-ю винищувальну ескадру. Учасник Французької і Балканської кампаній, а також Німецько-радянської війни. Воював у складі 1-ї ескадрильї 54-ї винищувальної ескадри. З кінця 1943 року — командир 8-ї ескадрильї 54-ї винищувальної ескадри. 6 березня 1944 року його літак (Bf.109G-6) був збитий американськими винищувачами. Лос катапультувався, але під час падіння на землю отримав смертельні травми.
Всього за час бойових дій збив 92 літаки, в тому числі 78 радянських.

## Нагороди
- Нагрудний знак пілота
- Залізний хрест 2-го і 1-го класу
- Авіаційна планка винищувача в золоті
- Почесний Кубок Люфтваффе (20 вересня 1943)
- Німецький хрест в золоті (17 жовтня 1943)
- Лицарський хрест Залізного хреста (5 лютого 1944) — за 85 перемог.